# اجسام براخت-وشتر
اجسام براخت-وِشتر (انگلیسی: Bracht–Wachter bodies) یافته‌ای در بیماری آندوکاردیت عفونی است که در آن ریزدانه‌های سفید یا زردی در ماهیچه قلبی دیده می‌شود.
به‌لحاظ آسیب‌شناسی بافتی، اینها دانه‌های کوچک تجمع سلول‌های التهابی مزمن به‌ویژه لنفوسیت‌ها و هیستوسیت‌ها هستند.
اجسام براخت-وِشتر را دو پزشک آلمانی به نام‌های اریش فرانتس اویگین براخت و هرمان یولیوس گوستاف وِشتر برای نخستین بار گزارش و تشریح کردند.